# 1973 год в театре
1973 год в театре

## Знаменательные события
- 20 октября — Королева Великобритании Елизавета II открыла здание Сиднейской оперы.

## Персоналии

### Родились
- 1 января — Екатерина Валерьевна Редникова, советская и российская актриса театра и кино.
- 28 января — Анна Михайловна Вартаньян, советская и российская актриса театра и кино.
- 6 февраля — Ирина Анатольевна Гринёва, российская актриса театра и кино.
- 15 февраля — Агриппина Владимировна Стеклова, российская актриса театра и кино.
- 28 февраля — Екатерина Викторовна Колганова, российская актриса театра и кино.
- 28 мая — Мария Миронова, российская актриса театра и кино.
- 4 сентября — Кирилл Пирогов, российский актёр театра и кино.
- 22 сентября — Мария Голубкина, российская актриса театра и кино.
- 22 сентября — Анна Георгиевна Коршук, российская актриса.
- 18 октября — Сергей Безруков, российский актёр театра и кино.
- 19 октября — Андрей Владимирович Барило, российский актёр театра и кино.
- 19 октября — Наталья Валерьевна Индейкина, российская актриса театра и кино.
- 1 ноября — Мария Порошина, российская актриса театра и кино.
- 17 ноября — Марк Михайлович Горонок, российский актёр театра и кино.

### Скончались
- 28 января — Владимир Вячеславович Белокуров, русский советский актёр театра и кино, режиссёр и педагог, народный артист СССР (1965)
- 28 января — Фёдор Васильевич Лопухов, русский и советский артист балета и балетмейстер, педагог, народный артист РСФСР (1956), заслуженный балетмейстер РСФСР (1927).
- 27 февраля — Степан Иосифович Шкурат, советский актёр, заслуженный артист РСФСР (1935).
- 28 февраля — Андрей Андреевич (Александрович) Костричкин, советский актёр театра и кино, заслуженный артист РСФСР.
- 5 апреля — Алла Константиновна Тарасова, выдающаяся русская советская актриса театра и кино, народная артистка СССР (1937), Герой Социалистического Труда (1973).
- 10 апреля — Яков Моисеевич Штернберг, режиссёр и драматург еврейского театра в Румынии и СССР.
- 20 апреля — Николай Константинович Симонов, выдающийся советский актёр театра и кино, народный артист СССР (1950), Герой Социалистического Труда (1971).
- 13 июня — Михаил Степанович Гришко, советский оперный певец (драматический баритон), народный артист СССР.
- 28 августа — Владимир Николаевич Муравьёв, советский актёр театра и кино, заслуженный артист РСФСР.
- 21 октября — Андрей Львович Абрикосов, советский актёр театра и кино, народный артист СССР.
- 29 ноября — Давид Ясонович Андгуладзе, оперный певец (драматический тенор), народный артист СССР (1950).